# WrestleMania XXIV
WrestleMania XXIV, conocido también como WrestleMania 24, fue la vigésima cuarta edición de WrestleMania, evento de pago por visión de lucha libre profesional producido por la World Wrestling Entertainment. El evento se realizó el 30 de marzo de 2008 en el Citrus Bowl en Orlando, Florida. Los temas musicales para este evento fueron "Snow ((Hey Oh))" de Red Hot Chili Peppers, "Light It Up" de Rev Theory y "Leave The Memories Alone" de Fuel. La frase para WrestleMania XXIV fue «The Biggest WrestleMania Under the Sun» («El WrestleMania más grande bajo el sol)».
WrestleMania XXIV tuvo como evento a destacar la última lucha de la carrera de Ric Flair en un ring de WWE quien esa misma noche, poniendo su carrera en juego, hizo oficial su retiro de la lucha libre profesional al ser derrotado por Shawn Michaels.

## Producción

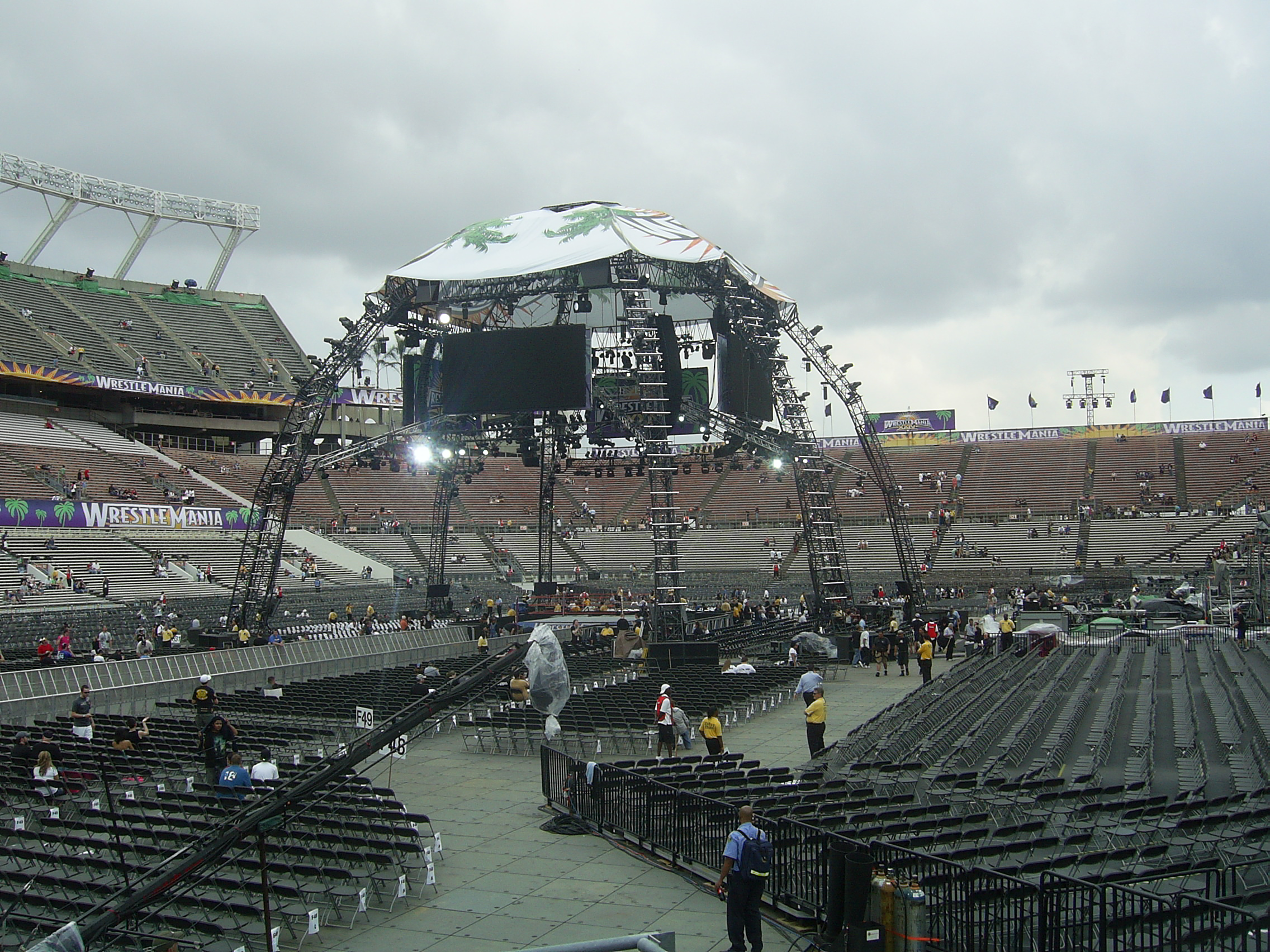
El estadio donde se celebró WrestleMania XXIV antes del evento, con un techo encima del ring.

WrestleMania XXIV fue el primer evento WrestleMania que se realizó en Florida. Este fue además el segundo WrestleMania que se realizó al aire libre, la vez anterior fue en WrestleMania IX. A pesar de los riesgos de un show al aire libre, Vince McMahon anunció que «el show irá sí o sí», sin importar el clima. Este WrestleMania fue el primero que tuvo una gira sudamericana para promocionar el evento (The Road to WrestleMania). En marzo de 2008, WWE Magazine reveló que una carpa cubriría el ring para que, en caso de lluvia, se mantuviera seco. En la misma edición, se reveló que en el diseño del escenario, habría una larguísima rampa que iría desde la zona de vestuarios hasta el ring. En el diseño final se incluyó varios aplificadores para mejorar la acústica. Durante una entrevista, el gerente de producción de la WWE Brian Petree mencionó que habría pantallas de vídeo que serivirían de ayuda para las personas que no pudieran ver por la estructura del acero que sostenía el techo. Además, dijo que habría siete generadores eléctricos para dar energía al evento.
El escenario de la entrada consistía en otra estructura de acero con varias pantallas de vídeo colgando de ella. Fue construida en Bélgica y fue transportada en barco hasta Orlando. Acuerdo con la WWE Magazine, la cantidad de pirotecnia usada en el evento fue diez veces mayor que la usada en un evento de Raw normal. Sin la restricción de un techo, la pirotecnia usada pudo ser usada hasta la altura de 2000 pies (609,6 m) comparada con la altura de la pirotecnia de WrestleMania 23, 150 pies (45,7 m). Los fuegos artificiales fueron lanzados también desde la cúspide del estadio. La WWE había dicho que se gastaron cerca de 300.000 dólares en la pirotecnia.

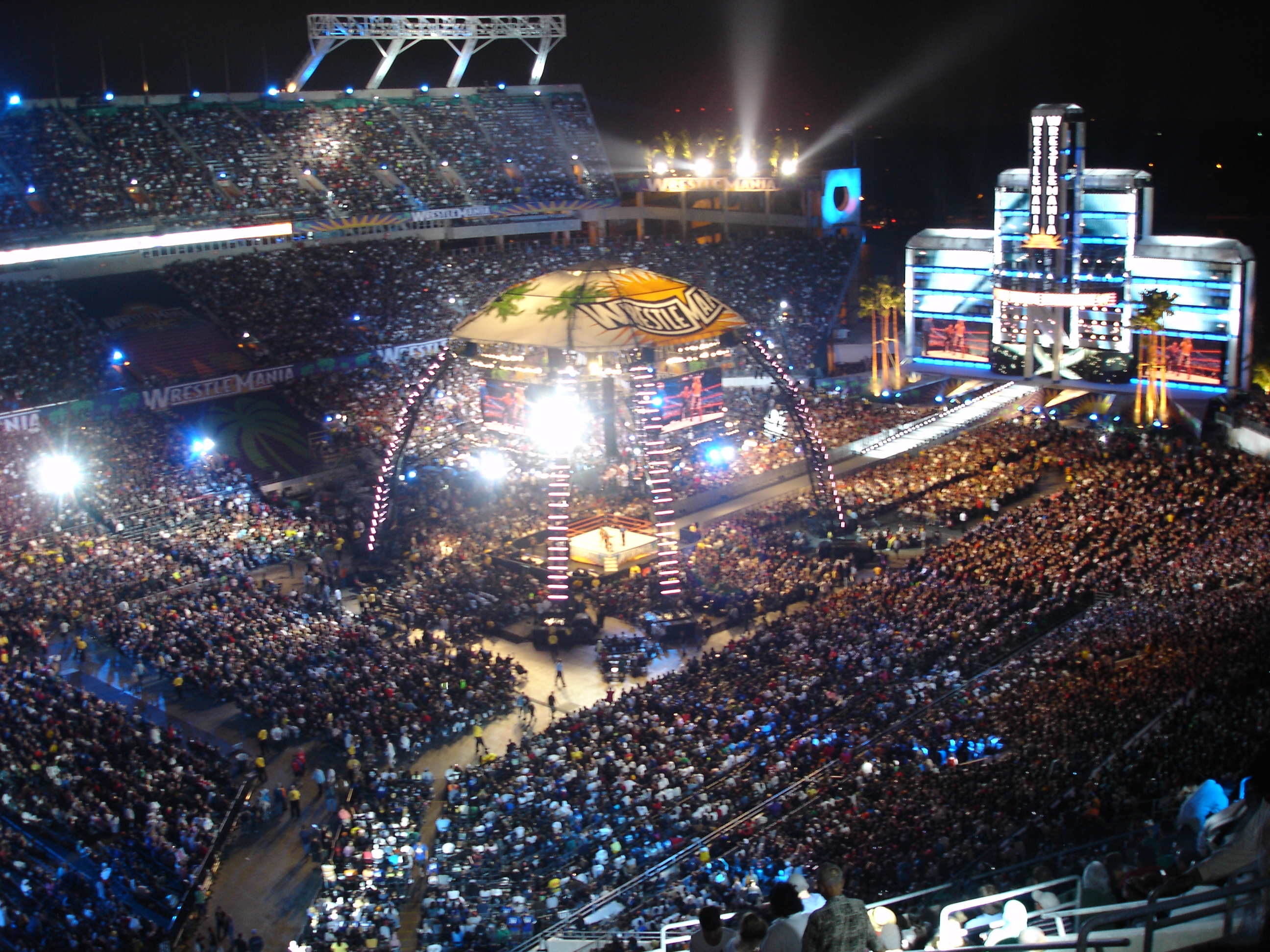
WrestleMania XXIV tuvo un récord de asistencia, con 74,635 personas en el Citrus Bowl.

Con los vestuarios del Citrus Bowl en el lado sur y la entrada al norte, una mini-ciudad fuera de la salida norte fue utilizada como el backstage del show, incluyendo aire acondicionado, zonas VIP, duchas y lugares de descanso. Como consecuencia de esto, la carretera cerca del norte, W. Church Street, fue cortada hasta un día después del evento. Muchas otras carreteras fueron cortadas para poder transportar el equipo necesario para el evento. El mismo ring fue construido en la línea de 50 yardas del Citrus Bowl para dar al público una mejor visibilidad. Un suelo de plástico duro fue usado para proteger el campo de la esistencia y de la estructura de metral que sostenía el techo.
El desarrollo del escenario fue empezado a mediados de 2007 y empezó a ser construido a mediados de marzo de 2008. 100 personas trabajaron durante 16 horas al día para montarlo. La construcción terminó el 29 de marzo. WrestleMania XXIV fue el primer WrestleMania en ser emitido en alta definición. Además, fue el primer evento de la WWE y de deportes en ser lanzado a Blu-ray Disc. WrestleMania también significó el aumento de ventas de los músicos que tocaron en el evento, tales como el álbum de Red Hot Chilli Peppers Stadium Arcadium, el álbum de John Legend Live from Philadelphia, el sencillo de Rev Theory "Light It Up" y el sencillo de Fuel "Leave the Memories Alone", el cual fue usado durante el homenaje a Ric Flair.

## Argumento

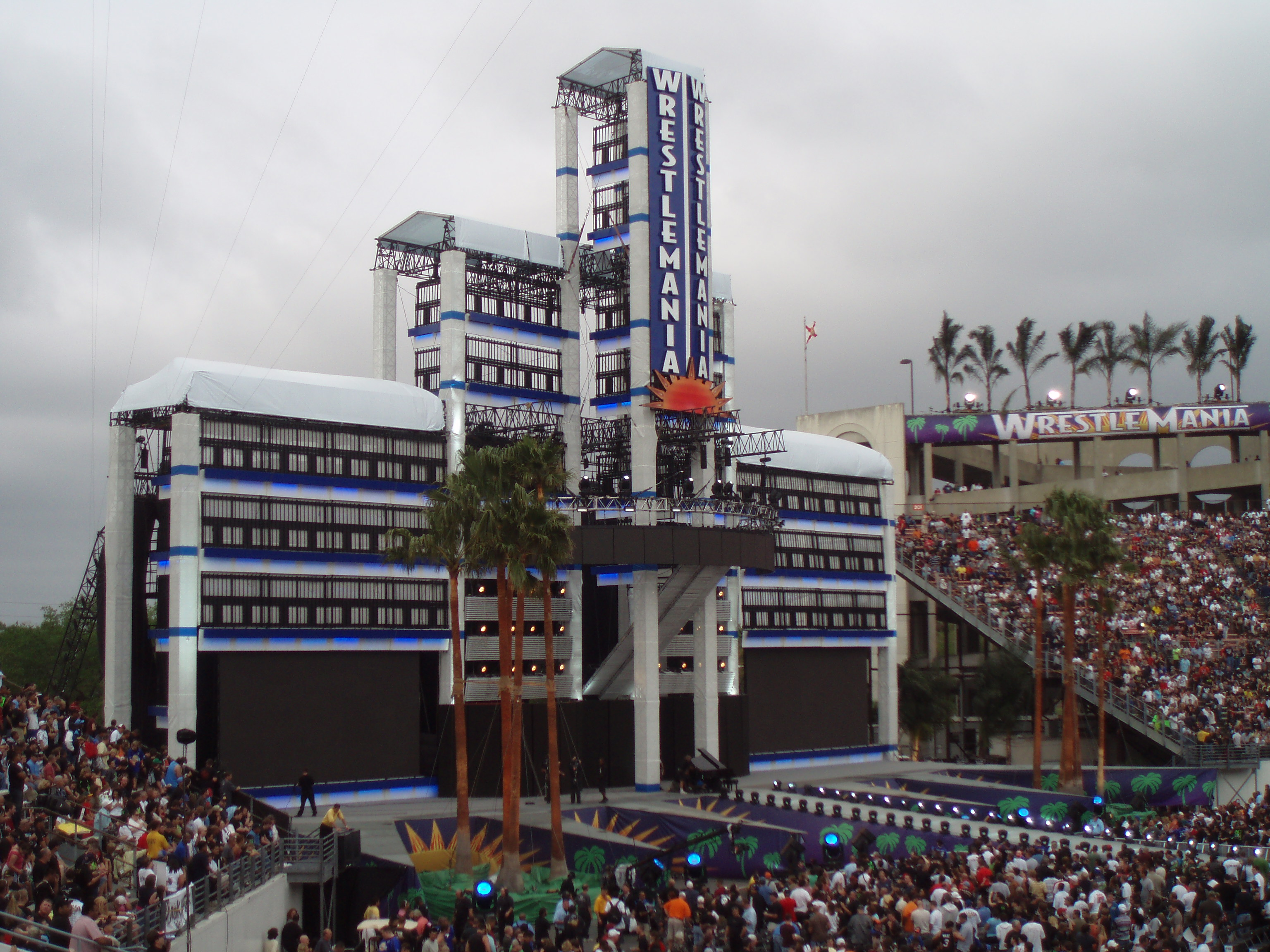
El estadio donde fue realizada WrestleMania XXIV antes de que empezaran las luchas

A finales de 2007, se inició una storyline en que se decía que Hornswoggle era el hijo ilegítimo del presidente de la WWE, Vince McMahon. McMahon colocó a Hornswoggle en numerosos combates difíciles, pero siempre Finlay acudía a rescatarlo. Fue por este motivo que John "Bradshaw" Layfield terminó revelando que Hornswoggle no era hijo de Vince, sino que lo era de Finlay, por lo que Vince y JBL comenzaron a atacar a Hornswoggle, enviándolo incluso al hospital (kayfabe). Por este motivo, Finlay y Layfield llevaron su rivalidad a un punto cúlmine en este evento, pactándose un combate entre ambos.

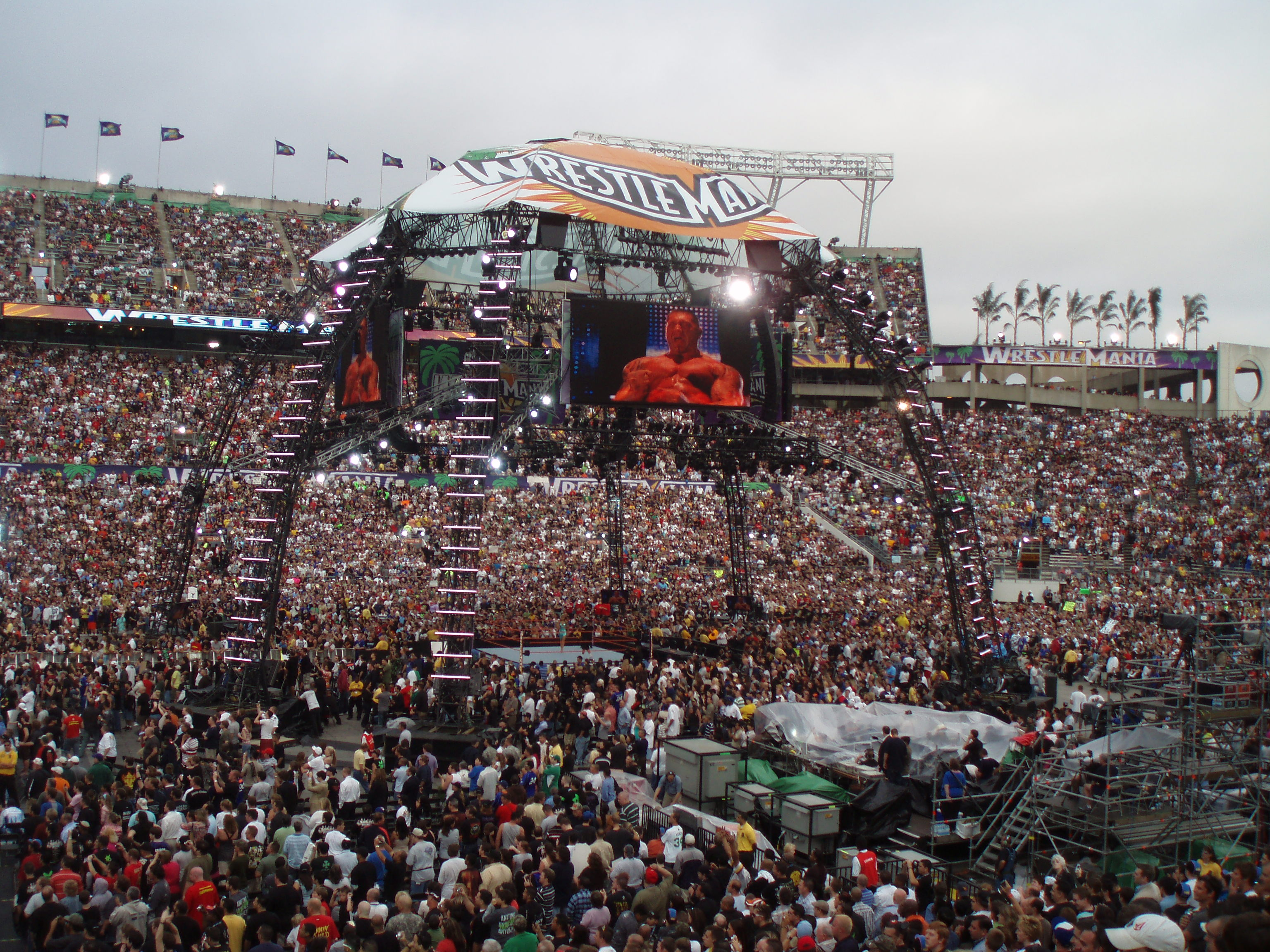
El evento durante la lucha de Batista contra Umaga

En este evento se llevó a cabo la cuarta edición del Money in the Bank, realizándose combates clasificatorios en los programas semanales de la compañía. Mr. Kennedy se clasificó al derrotar a Val Venis, Shelton Benjamin al derrotar a Jimmy Wang Yang, Chris Jericho a Jeff Hardy, Carlito a Cody Rhodes, Montel Vontavious Porter a Jamie Noble, CM Punk a Big Daddy V, John Morrison a The Miz y Jeff Hardy se clasificó al derrotar a Snitsky. Sin embargo, este último no pudo participar del combate debido a que el 10 de marzo falló un test antidrogas y fue suspendido durante 60 días, lo que dejó una vacante en la lucha, siendo solo 7 luchadores, ya que no fue sustituido. Para promocionar el evento y este combate en particular, durante las siguientes semanas en distintos programas, se organizaron combates entre miembros de la lucha.
En WrestleMania se acostumbra a hacer una lucha que enfrente a las marcas RAW y SmackDown, escogiendo cada una a un representante. En esta edición, RAW era representada por Umaga y SmackDown por Batista, quienes se enfrentaron durante las semanas previas a la lucha. 
Antes de que empezara el evento, se retransmitió por WWE.com una Battle Royal entre 24 luchadores de las tres marcas con el objetivo de nombrar un contendiente para el Campeonato de la ECW de Chavo Guerrero. La lucha, emitida gratis media hora antes del evento, fue ganada por Kane al ser el último hombre dentro del ring. Esa misma noche se enfrentó a Guerrero, derrotándole en ocho segundos, siendo la lucha más corta de la historia de WrestleMania, récord que perduró hasta la edición 2016.
Desde finales de 2007, Vince McMahon puso a prueba a Ric Flair. Le advirtió de que si perdía una lucha, debía retirarse de la lucha libre profesional. A todo esto, McMahon le empezó a poner rivales en distintos PPV y programas semanales, pero Flair ganó todos los combates. Antes de WrestleMania, Flair dijo que quería luchar contra Shawn Michaels en ese evento, ya que si quería que alguien le retirara, quería que fuera él. Además, la noche antes de WrestleMania, Flair fue introducido por Triple H en el WWE Hall of Fame.
The Big Show hizo su regreso a la lucha libre profesional tras dos años de retiro en No Way Out, atacando a Rey Mysterio delante de su amigo, el boxeador y campeón Peso Wélter de la WBC Floyd Mayweather, Jr., quien atacó a Show tras la agresión. La siguiente noche en Raw, The Big Show retó a Mayweather a una lucha en WrestleMania, la cual aceptó. Durante las semanas siguientes, ambos se atacaron verbalmente, alardeando Big Show de su gran altura durante la conferencia de prensa antes de WrestleMania. Finalmente, se pactó una lucha en la cual solo se podría ganar por pinfall, sumisión o KO.
El 11 de mayo de 2007 en SmackDown!, The Undertaker defendió con éxito el Campeonato Mundial Peso Pesado de la WWE ante Batista en un Steel Cage match, empatando a escapar ambos de la jaula. Sin embargo, tras el combate, Mark Henry atacó a The Undertaker y, tras esto, Edge canjeó su maletín del Money in the Bank por una lucha titular, derrotando a Undertaker. Tras una lesión de Edge, regresó en Survivor Series durante el combate entre Batista y Undertaker por el Campeonato Mundial Peso Pesado de Batista en un Hell in a Cell match, atacando a Undertaker y dándole la victoria a Batista. Luego, se reveló que Edge mantenía una relación amorosa con la General Mánager de SmackDown! Vickie Guerrero, dejándole luchar en Armageddon, donde Edge ganó por segunda vez el título al derrotar al entonces campeón Batista y a Undertaker. Tras esto, Edge formó un stable conocido como La Familia junto a Vickie, Chavo Guerrero y Zack Ryder & Curt Hawkins. Undertaker ganó una oportunidad por el Campeonato Mundial Peso Pesado en WrestleMania XXIV al ganar una Elimination Chamber en No Way Out, empezando una rivalidad entre Undertaker y Edge, girando alrededor del invicto de Undertaker de victorias en WrestleMania.

## Recepción

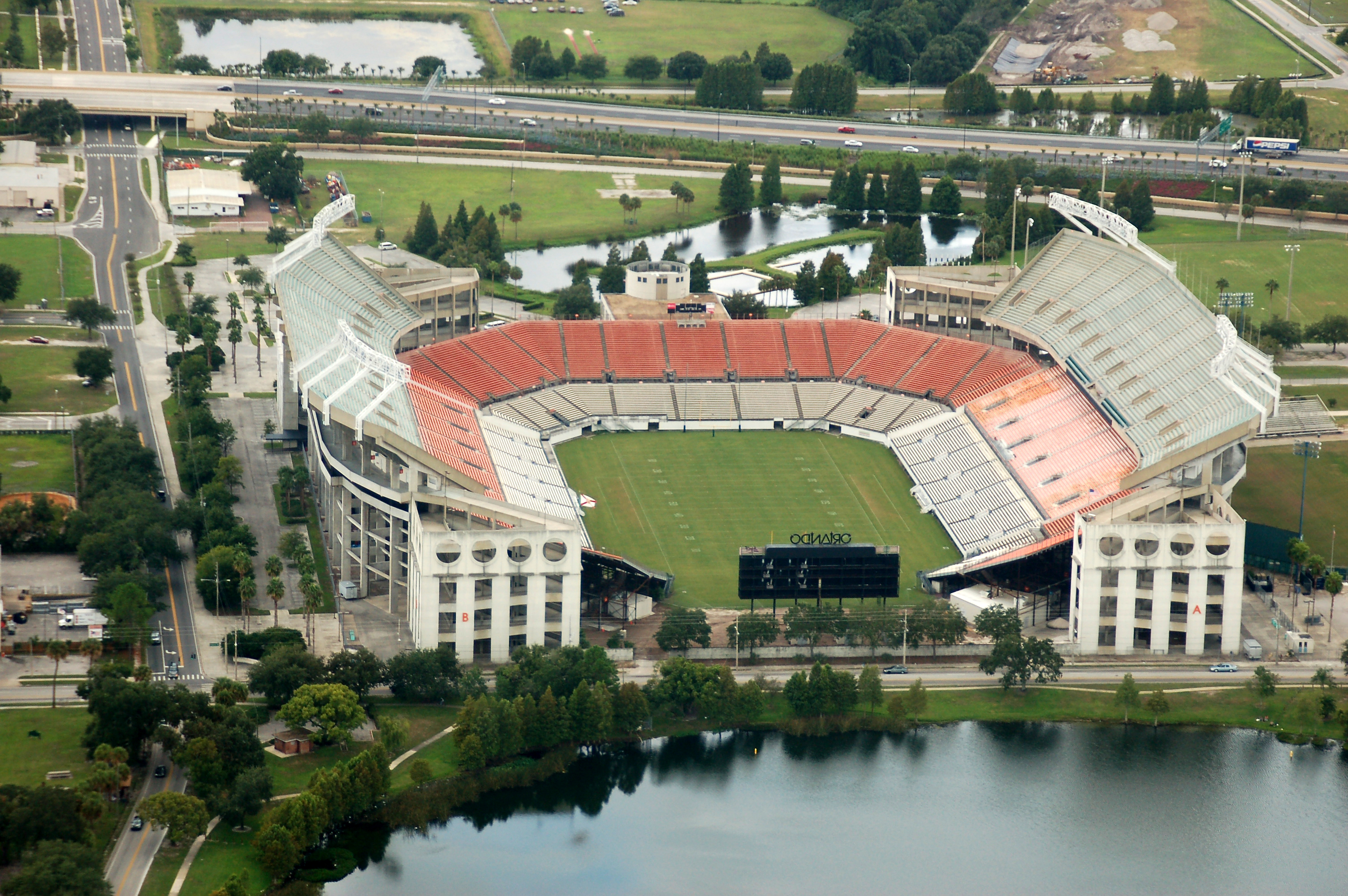
El Citrus Bowl, estadio que acogió el evento, sin el escenario de WrestleMania XXIV.

Los boletos salieron a la venta el 3 de noviembre de 2007. La asistencia del evento fue aproximadamente de 1.058.000 personas, recaudando 23,8 millones de dólares. Sin embargo, la asistencia fue menor a las 1.188.000 personas de WrestleMania 23.
Dale Plummer, del Canadian Online Explorer, le dio al evento entero una puntuación de 9 sobre 10, destacando la lucha de Finlay vs JBL (8 sobre 10), la lucha del Money in the Bank (9 sobre 10), el main event entre The Undertaker y Edge, (9.5 sobre 10) y la de Shawn Michaels vs Ric Flair, a la cual dio la puntuación más alta, un 10 sobre 10. Sin embargo, las peores luchas fueron la de Bastista vs Umaga, (3,5 sobre 10) y la de Kane vs Chavo Guerrero, a la cual no puntuó. Wade Keller, del Pro Wrestling Torch, destacó la lucha del Money in the Bank (4 sobre 5), diciendo que fue "una buena versión de la lucha, con riesgo e innovadores spots con las escaleras y un sorpresivo ganador"; la lucha entre John Cena, Triple H y Randy Orton (4 sobre 5); la lucha entre The Undertaker y Edge (4 1/2 sobre 5) y la lucha entre Shawn Michaels y Ric Flair, a la cual dio 5 estrellas, el máximo con el que se puede puntuar una lucha. Las peores luchas fueron la de Batista vs Umaga, la de Melina & Beth Phoenix vs Ashley & Maria, a las cuales dio tres cuartos de estrella y la de Kane vs Chavo Guerrero, a la cual no puntuó. James Caldwell, también del Pro Wrestling Torch, destacó las luchas de Shawn Michaels vs Ric Flair (4 sobre 5) y Undertaker vs Edge (4 1/2 sobre 5). Las peores fueron la de Batista vs Umaga, Melina & Beth Phoenix vs Maria & Ashley, las cuales obtuvieron media estrella y la de Kane vs Chavo Guerrero, a la cual no puntuó.
WrestleMania XXIV fue galardonada en 2009 con el premio de la Wrestling Oberver Newsletter, una revista de lucha libre profesional reconocida, al Mejor evento mayor del 2008. Por otro lado, la Pro Wrestling Illustrated, otra revista reconocida, nombró Lucha del Año del 2008 a la lucha entre Shawn Michaels y Ric Flair, la cual tuvo lugar en este evento.

### Incidentes
Durante la lucha entre Beth Phoenix & Melina vs. Maria & Ashley, las luces se fueron durante unos momentos. Al cierre del evento, durante la celebración de la victoria de The Undertaker ocurrió un accidente pirotécnico que dejó un saldo de 40 personas, aproximadamente, con quemaduras leves y 3 personas que necesitaron hospitalización.

## Resultados

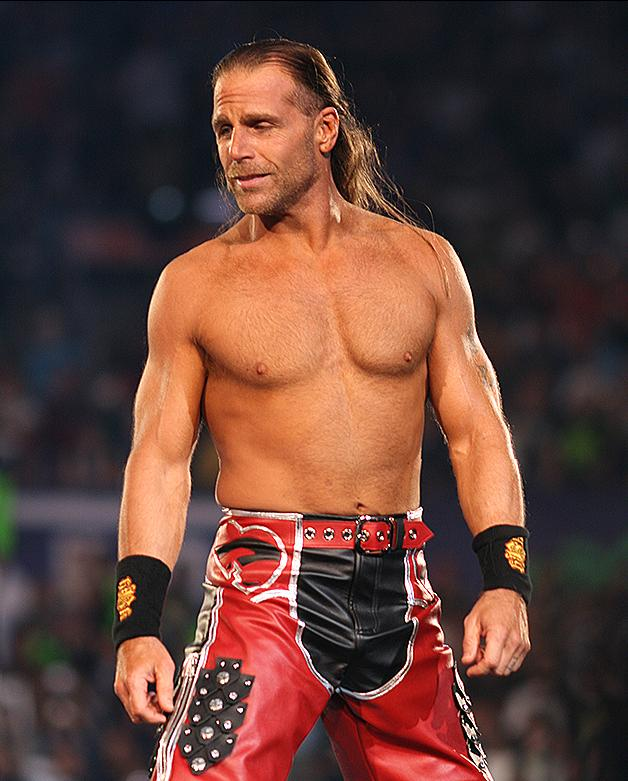
Shawn Michaels haciendo su entrada antes de su lucha contra Ric Flair.

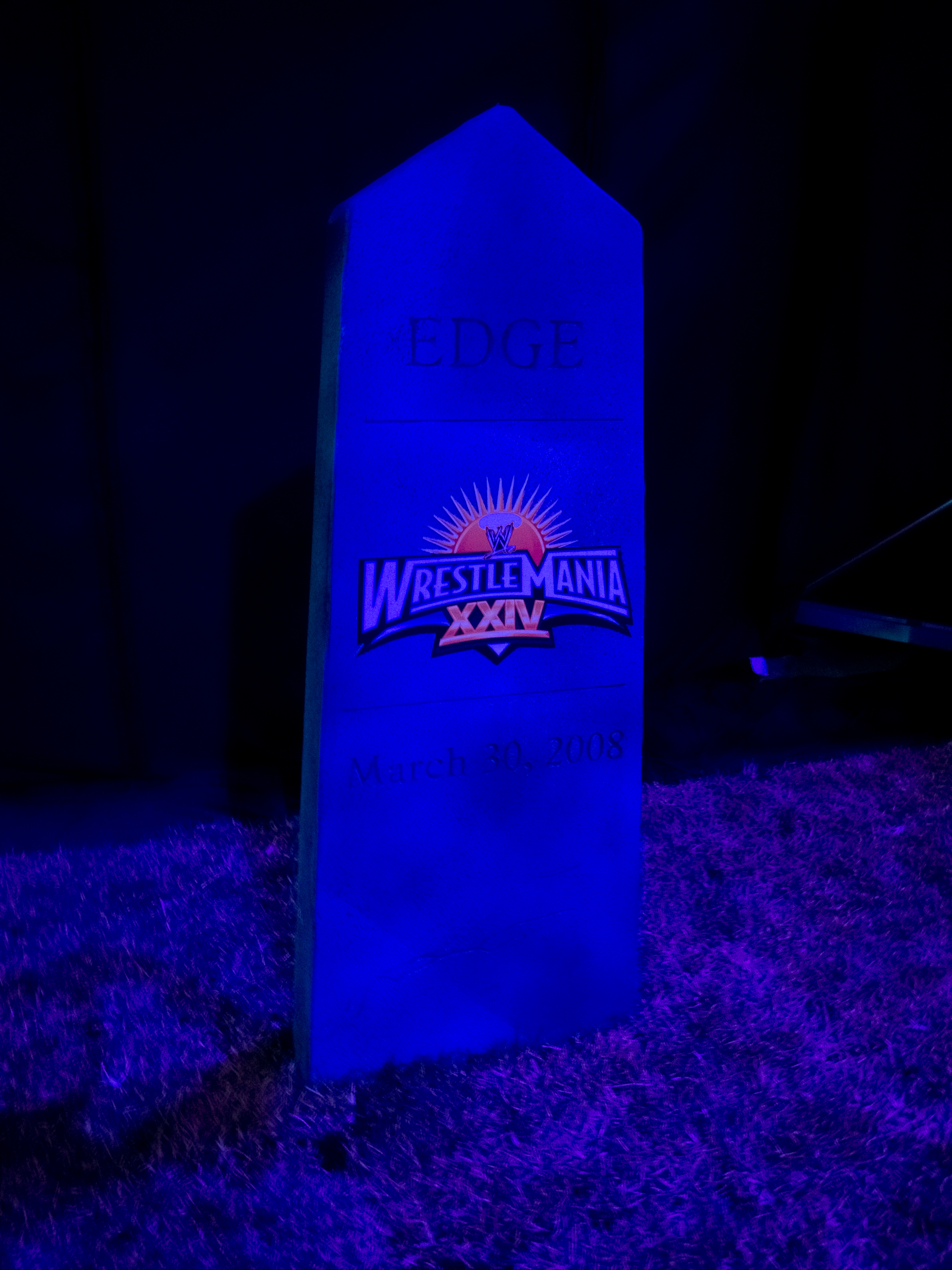
Tumba marcando la derrota de Edge a manos de The Undertaker.

- Dark match: Kane ganó la Interpromotional 24-Man Battle Royal, ganando una oportunidad por el Campeonato de la ECW[28]
  - Kane eliminó finalmente a Mark Henry, ganando un combate esa misma noche por el Campeonato de la ECW frente a Chavo Guerrero.
  - Los otros participantes fueron: Elijah Burke, Lance Cade, Deuce, Domino, Tommy Dreamer, "Hacksaw" Jim Duggan, Festus, The Great Khali, Hardcore Holly, Jesse, Brian Kendrick, Kofi Kingston, The Miz, Shannon Moore, Trevor Murdoch, Jamie Noble, Chuck Palumbo, Cody Rhodes, Snitsky, Stevie Richards, Val Venis, Jimmy Wang Yang y Matt Striker
  - Esta lucha solo pudo ser vista en vivo a través de WWE.com y fue media hora antes de WrestleMania.

- John "Bradshaw" Layfield derrotó a Finlay (c/Hornswoggle) en un Belfast Brawl match (8:37)[29]
  - JBL cubrió a Finlay después de una "Clothesline from Hell".

- CM Punk derrotó a Mr. Kennedy, Shelton Benjamin, Chris Jericho, Carlito, Montel Vontavious Porter y John Morrison ganando el Money in the Bank Ladder Match (13:55)[30]
  - CM Punk descolgó el maletín de lo alto del coliseo, ganando la lucha.
  - Jeff Hardy estaba originalmente pautado para participar en la lucha, pero al final no lo hizo ya que varios días antes fue sancionado por dar positivo en un control antidrogas.
  - Este combate iba a contar en principio de 8 participantes, pero Jeff Hardy no fue sustituido.
  - Matt Hardy hizo su retorno, atacando a Montel Vontavious Porter con un "Twist of Fate" desde lo alto de una escalera, impidiendo que este consiguiera el maletín.

- Batista derrotó a Umaga (7:06)[31]
  - Batista cubrió a Umaga después de una "Batista Bomb".
  - Este combate enfrentaba a las marcas RAW y SmackDown!.

- Kane derrotó a Chavo Guerrero ganando el Campeonato de la ECW (0:11)[32]
  - Kane cubrió a Chavo después de una "Chokeslam".

- Shawn Michaels derrotó a Ric Flair en un Career Threatening match (20:21)[33]
  - Michaels cubrió a Flair después de tres "Sweet Chin Music"
  - Como consecuencia Flair debió retirarse de la lucha libre profesional.

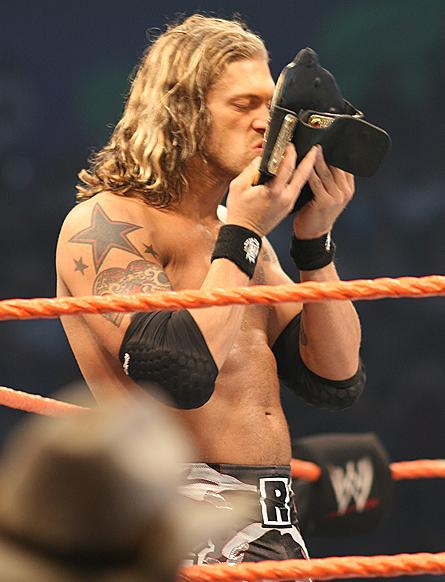
Edge, antes de su lucha frente a The Undertaker por el Campeonato Mundial Peso Pesado.

- Beth Phoenix & Melina (c/Santino Marella) derrotaron a Maria & Ashley en un Playboy BunnyMania Lumberjack match (05:56)[34]
  - Phoenix cubrió a Maria después de un "Fisherman suplex".
  - Candice Michelle se encontraba en la lucha, pero fue removida por una lesión. Ashley se encargó de sustituirla.
  - Durante la pelea, apareció Snoop Dogg, quien besó a Maria y la defendió de Santino Marella.
  - Lumberjack: Cherry, Eve Torres, Jillian Hall, Katie Lea Burchill, Kelly Kelly, Layla, Maryse Ouellet, Michelle McCool, Mickie James, Victoria

- Randy Orton derrotó a Triple H y John Cena reteniendo el Campeonato de la WWE (14:09)[35]
  - Orton cubrió a Cena después de un "Pedigree" de Triple H.

- Floyd "Money" Mayweather derrotó a The Big Show en un No Disqualification match (11:36)[36]
  - Mayweather ganó después de que Big Show no se pudiera levantar luego de varios silletazos y un golpe con un puño americano.
  - Durante la lucha, varios compañeros de Maywheather atacaron a Big Show.
  - La lucha podía ser ganada por conteo de 3, rendición o knockout y no había descalificación.

- The Undertaker derrotó a Edge ganando el Campeonato Mundial Peso Pesado (23:51)[37]
  - Undertaker forzó a Edge a rendirse con el "Hell's Gate".
  - Durante la lucha Curt Hawkins & Zack Ryder interfirieron a favor de Edge.
  - Durante la lucha el árbitro Jim Korderas fue golpeado accidentalmente, por lo que Charles Robinson tuvo que sustituirlo.
  - Como resultado, The Undertaker aumentó su racha de victorias a 16-0.

## Otros roles
Comentaristas en inglés
- Jerry "The King" Lawler - RAW
- Jim Ross - RAW
- Michael Cole - SmackDown
- Jonathan Coachman - SmackDown
- Joey Styles - ECW
- Tazz - ECW

Comentaristas en Español
- Carlos Cabrera
- Hugo Savinovich

Anunciadores
- Tony Chimel - ECW

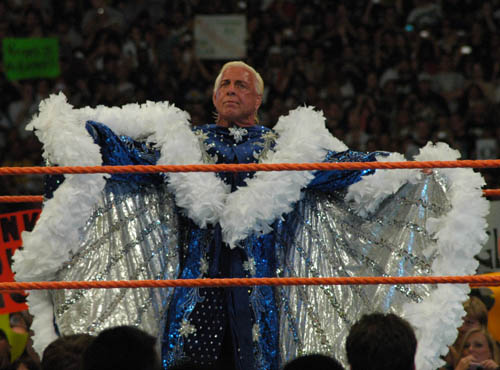
Ric Flair, antes de su último combate en WWE, contra Shawn Michaels.

- Armando Estrada - ECW Championship
- Howard Finkel - WWE Hall of Fame
- Lilian García - RAW
- Theodore Long - RAW Vs SmackDown
- William Regal - RAW Vs SmackDown
- Justin Roberts - SmackDown

Árbitros
- Jim Korderas
- Mike Chioda
- Charles Robinson
- Jack Doan
- Chad Patton
- Scott Armstrong
- John Cone
- Mickie Henson
- Marty Elias
- Mike Posey